# Mali istarski kratkodlaki gonič
Mali istarski kratkodlaki gonič stara je pseća pasmina.
Spada u lovačke pse goniče.

## Povijest pasmine
Ova pasmina je nekoliko puta odlukama hrvatskog i jugoslavenskog kinološkog saveza bila priznata, no zbog raznih opstrukcija od drugih članica i stručnjaka u Kinološkom savezu Jugoslavije, nikad nije priznata pri FCI-u.
Pozornost na ovu pasminu su skrenule pojave na smotrama goniča 1951. održanih po zapadnoj i južnoj Hrvatskoj. Uočio se veliki broj izloženih pasa koji su imali sve uredne osobine koje je standard za istarskog kratkodlakog goniča, no bili su niže od najniže dopuštene visine grebena od 46 cm, što je automatski značilo negativnu ocjenu i nije im se smjelo izdati rodovnike. S obzirom na brojnost i pravilnost te pojave, koju su nazvali istarskim kratkodlakim goničima "lakog tipa", hrvatski kinološki sudci Ratimir Orban, vet. K. Došen, V. Pavlić (tajnik Sekcije za goniče Kinološke udruženje Hrvatske) i F. Strunjak su 1950. počeli su razmatrati revidirati dotadašnju propisanu dolnju visinu grebena, čime bi se moglo uvesti te pse u uzgojni registar. O tome su pisale Kinološke vijesti u članku V. Pavlića. 
Vremenom su se u Hrvatskoj za ovaj laki tip počeli osim kinologa proučavati i veterinari, tako da se znanstveno obrazložilo sitniju građu malog istarskog kratkodlakog goniča.
1953. je na međunarodnoj izložbi u Opatiji prvi put prikazan ovaj tip goniča. 
1954. je Plenum Kinološkog saveza Jugoslavije utemeljio Saveznu komisiju za autohtone pse na prijedlog hrvatskog kinologa Ratimira Orbana. Ista je 13. kolovoza 1955. donijela odluku, u kojoj je među ostalim stajalo da Kinološki savez Hrvatske mora izraditi standard i za "laki tip" istarskog kratkodlakog goniča. Komisija je iduće godine ukinuta, no Stručni savjet KSJ se ponašao u skladu s odlukom te komisije, tako da je na sastanku 6. srpnja 1957. odlučio da se sastavi standard za ovu pasminu te da ga se KSJ radi registriranja kod FCI-a, a da se do tada se sve ocijenjene male istarske kratkodlake goniče upisuje u privremeni registar pasa kojeg vodi KUH.
Kinološki savez Hrvatske je obavio svoju zadaću. Jeseni 1957. je Zbor sudaca Hrvatske temeljem prijedloga svoje Stručne komisije za goniče odredio sudce koji će morati napisati standard: V. Jakilo i K. Došen. Sudci su sastavili standard, naslovljen Prijedlog za priznavanje lakog tipa istarskog goniča. Taj prijedlog je istakao da su "laki tip" i standardizirani tip istovjetni, a jedina razlika je što se je zbog ekoloških prilika pod kojima su se stoljećima uzgajalo "laki tip" razvila "lakša forma" u smislu građe i tjelesnog oblika.
Stručni savjet KSJ je 1958. odlučio formirati Komisiju za utvrđivanje potrebe ostvarenja novog lakog tipa istarskog goniča iz Istre. Članovima tog odbora su bili K. Došen (KUH), J. Lavrič (Slovenija) i N. Radovanović (Srbija). Zadaća mu je bila pregledati "lake tipove". Ti psi bi KUH izložio na Međunarodnoj pasjoj izložbi u Beogradu. Temeljem izvješća tog odbora KSJ-u bi se priznalo i registriralo "laki tip" kod FCI-a.
Novo KSJ-ovo priznanje ova pasmina je dobila na Plenumu 12. listopada 1958., kad je isti odlučio o novoj dolnjoj granici za istarske goniče, koju se pomaklo na dolje. KUH-ov povjerenik Ratimir Orban je zahtijevao da se ne govori o istoj pasmini, nego o dvjema, i da se istarski kratkodlaki goniči visine 40-46 cm odvojeno pare od velikog tipa.
19. listopada 1959. je na Saveznom zboru sudaca za goniče odlučeno podijeliti pasminu istarskih kratkodlakih goniča dijeli u dvije: 
- veliki kratkodlaki istarski gonič (visina grebena 46-58 cm)
- mali istarski kratkodlaki gonič (visina grebena ispod 46 cm)

Do tada se kalkuliralo o imenu "otočki" ili "kraški" kratkodlaki gonič i od ovog sastanka se za "laki tip" koristi naziv "mali istarski kratkodlaki gonič". Izradu standarda se dalo dr. Ottu Rohru iz Zagreba, koji je taj standard vrlo brzo sastavio, a Kinološki savez Hrvatske (KSH) ga je usvojio i proslijedio Kinološkom savezu Jugoslavije (KSJ). 
KSJ-ov stručni savjet je zasjedao na sjednici 1. travnja 1960. i zaključak je bio usvojiti banjolučke odluke, Rohrov standard i KSH-ovu odluku. No, već idućeg dana, 2. travnja 1960. je na Plenumu KSJ-a ta odluka srušena, temeljem prijedloga slovenskih kinologa, da se istarski kratkodlaki gonič ne moze upisati u rodovnu knjigu ako mu je visina grebena ispod 46 cm. 
Iduće godine, 4. ožujka 1961. dr Ratimir Orban na sastanku Stručnog savjeta KSJ u Beogradu ustraje da se preispita lanjska odluka. Stručni savjet KSJ je zaključio oformiti tročlani odbor kojeg bi sačinjavali sudci iz Kinološkog saveza Hrvatske. Isti bi obavili preglede te pasmine, a promatrači bi bili povjerenici iz Kluba goniča iz Slovenije te delegat KSJ. Do tog pregleda nije nikad došlo.
Na porečkom Simpoziju za historiju zdravstvene kulture Jugoslavije 1976. godine je Ratimir Orban održao predavanje o izumrlim i današnjim istarskim autohtonim pasminama, a među njima i o malom istarskog kratkodlakog goniča.
Pasmina je i danas raširena u Hrvatskoj, najviše na sjevernohrvatskim otocima, posebice Krku.

## Obilježja
Pasmina je istarskog kratkodlakog goniča. 
Tjelesno mu je vrlo sličan, po boji i glatkoći dlake, no nižeg je rasta i nježnije građe.
Zemljopisno ga najviše ima po hrvatskim otocima. Smatra se da najviše malih istarskih kratkodlakih goniča ima na Krku.